# 빌토번

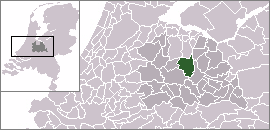
빌토번의 위치

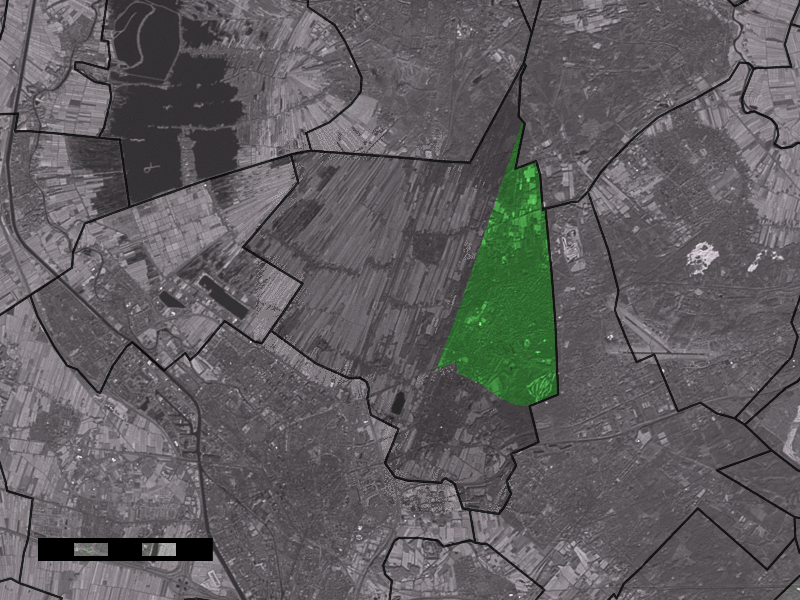
더 빌트 자치제 안의 빌토벤

빌토번(네덜란드어: Bilthoven)은 네덜란드 위트레흐트주에 위치해있는 소도시이다. 더 빌트 (De Bilt) 자치제의 일부이다. 위트레흐트, 아메르스포르트 (Amersfoort), 바른 (Baarn)까지 연결된 철도 역이 있다. 네달란드 국립 공중 보건 환경 연구소 (영어:Netherlands National Institute for Public Health and the Environment, 네덜란드어:Rijksinstituut voor Volksgezondheid en Milieu 혹은 간단히 RIVM)과 국제적으로 인테르링구아를 촉진하는 국제 인테르링구아 연합 (Union Mundial pro Interlingua혹은 간단히 UMI)의 소재지이다.
도시의 역사는 위트레흐트-아메르스포르트 철도가 운영을 시작할 때인 1863년 8월 20일까지 거슬러 올라간다. 정류장은 Soestdijkseweg와 함께 철도 선의 결함점에 위치해있다. 처음에 이 철도는 이 지점에서 역을 계획하지 않았었다.